# Casearia mollis
Casearia mollis är en videväxtart som beskrevs av Carl Sigismund Kunth. Casearia mollis ingår i släktet Casearia och familjen videväxter. Inga underarter finns listade i Catalogue of Life.